# Selección de fútbol sub-23 de Papúa Nueva Guinea
La selección de fútbol sub-23 de Papúa Nueva Guinea es el equipo representativo de dicho país en las competiciones de la categoría. Su organización está a cargo de la Asociación de Fútbol de Papúa Nueva Guinea, miembro de la OFC y la FIFA.
En el Torneo Preolímpico de la OFC ha obtenido el cuarto lugar en cinco ocasiones, mientras que en los Juegos del Pacífico 2015, primeros en incluir seleccionados sub-23, consiguió la medalla de bronce.

## Estadísticas

### Torneo Preolímpico de la OFC
| Año                      | Fase              | Posición          | PJ                | PG                | PE                | PP                | GF                | GC                |
| ------------------------ | ----------------- | ----------------- | ----------------- | ----------------- | ----------------- | ----------------- | ----------------- | ----------------- |
| Fiyi 1991                | Cuarto lugar      | 4º                | 6                 | 0                 | 1                 | 5                 | 4                 | 19                |
| Australia 1996           | Sin participación | Sin participación | Sin participación | Sin participación | Sin participación | Sin participación | Sin participación | Sin participación |
| Nueva Zelanda 1999       | Cuarto lugar      | 4º                | 3                 | 1                 | 0                 | 2                 | 3                 | 8                 |
| Austr. y N. Zelanda 2004 | Primera ronda     | 9º                | 5                 | 0                 | 1                 | 4                 | 7                 | 21                |
| Fiyi 2008                | Cuarto lugar      | 4º                | 5                 | 2                 | 0                 | 3                 | 18                | 20                |
| Nueva Zelanda 2012       | Cuarto lugar      | 4º                | 4                 | 1                 | 0                 | 3                 | 3                 | 5                 |
| Papúa Nueva Guinea 2015  | Cuarto lugar      | 4º                | 4                 | 1                 | 0                 | 3                 | 3                 | 6                 |
| Fiyi 2019                | Primera Ronda     | 5º                | 3                 | 1                 | 0                 | 2                 | 8                 | 7                 |
| Total                    | 7/8               | 6°                | 30                | 6                 | 2                 | 22                | 46                | 86                |

### Juegos del Pacífico
Esta tabla contabiliza solamente los torneos desde que se juega con selecciones Sub-23.
| Año                     | Fase           | Posición | PJ | PG | PE | PP | GF | GC |
| Papúa Nueva Guinea 2015 | Med. de bronce | 3º       | 5  | 2  | 0  | 3  | 5  | 6  |
| Total                   | 1/1            | 3°       | 5  | 2  | 0  | 3  | 5  | 6  |
| ----------------------- | -------------- | -------- | -- | -- | -- | -- | -- | -- |

### Juegos Olímpicos
Esta tabla contabiliza solamente los torneos desde que se juega con selecciones Sub-23.
| Año                 | Fase              | Posición          | PJ                | PG                | PE                | PP                | GF                | GC                |
| ------------------- | ----------------- | ----------------- | ----------------- | ----------------- | ----------------- | ----------------- | ----------------- | ----------------- |
| Barcelona 1992      | No se clasificó   | No se clasificó   | No se clasificó   | No se clasificó   | No se clasificó   | No se clasificó   | No se clasificó   | No se clasificó   |
| Atlanta 1996        | Sin participación | Sin participación | Sin participación | Sin participación | Sin participación | Sin participación | Sin participación | Sin participación |
| Sídney 2000         | No se clasificó   | No se clasificó   | No se clasificó   | No se clasificó   | No se clasificó   | No se clasificó   | No se clasificó   | No se clasificó   |
| Atenas 2004         | No se clasificó   | No se clasificó   | No se clasificó   | No se clasificó   | No se clasificó   | No se clasificó   | No se clasificó   | No se clasificó   |
| Pekín 2008          | No se clasificó   | No se clasificó   | No se clasificó   | No se clasificó   | No se clasificó   | No se clasificó   | No se clasificó   | No se clasificó   |
| Londres 2012        | No se clasificó   | No se clasificó   | No se clasificó   | No se clasificó   | No se clasificó   | No se clasificó   | No se clasificó   | No se clasificó   |
| Río de Janeiro 2016 | No se clasificó   | No se clasificó   | No se clasificó   | No se clasificó   | No se clasificó   | No se clasificó   | No se clasificó   | No se clasificó   |
| Tokio 2020          | No se clasificó   | No se clasificó   | No se clasificó   | No se clasificó   | No se clasificó   | No se clasificó   | No se clasificó   | No se clasificó   |
| Total               | 0/8               | 0°                | 0                 | 0                 | 0                 | 0                 | 0                 | 0                 |